# Paduniella sanghamittra
Paduniella sanghamittra är en nattsländeart som beskrevs av Schmid 1958. Paduniella sanghamittra ingår i släktet Paduniella och familjen tunnelnattsländor. Inga underarter finns listade i Catalogue of Life.